# 1994 CP1
1994 CP1 är en asteroid i huvudbältet som upptäcktes den 5 februari 1994 av de båda japanska astronomerna Seiji Ueda och Hiroshi Kaneda i Kushiro.
Asteroiden har en diameter på ungefär 6 kilometer.